# Joseph Breuer (Politiker)
Joseph Breuer (* 25. August 1874 in Eschweiler; † 4. August 1953 in Daun) war ein deutscher Kommunalpolitiker.

## Werdegang
Joseph Breuer wurde als Sohn eines Gastwirts geboren. Nach dem Besuch des Progymnasiums Eschweiler kam er an das Kaiser-Wilhelm-Gymnasium, das spätere Einhard-Gymnasium in Aachen, an dem er 1894 seine Reifeprüfung ablegte. Nach einem Volontariat beim Landratsamt Aachen wurde er Zivilsupernumerar beim Regierungspräsidenten von Aachen. Daneben hörte er Vorlesungen in Staats- und Rechtswissenschaften an der Technischen Hochschule Aachen.
Am 9. September 1899 wurde er 25-jährig zum Bürgermeister der Stadt Montjoie (später: Monschau) gewählt. Im Juni 1904 folgte die einstimmige Wahl zum Bürgermeister der Stadt Werden. Nach Ablauf der Amtszeit wurde er 1916 und 1928 jeweils einstimmig in seinem Amt bestätigt. Mit der Eingemeindung von Werden in die Stadt Essen zum 1. August 1929 wurde er mit Sonderaufgaben betraut und am 31. März 1934 in den Ruhestand versetzt.
Die Lebensarbeit Breuers war eng mit der Selbstverwaltung der kreisangehörigen Städte in Deutschland verbunden. 1918 wurde er zum Vorsitzenden des Rheinischen Städtebundes gewählt und von 1924 bis zu dessen Auflösung im Jahr 1933 war er Vizepräsident des Reichsstädtebundes. Nach Ende des Zweiten Weltkriegs ergriff er gemeinsam mit dem späteren Hauptgeschäftsführer Kurt Kottenberg die Initiative zum Wiederaufbau eines kommunalen Spitzenverbandes. Als sich die kreisangehörigen Städte 1946 erneut im Deutschen Städtebund zusammenschlossen, wurde Breuer dessen erster Präsident. Beim Ausscheiden aus seinem Amt im Herbst 1951 wurde er zum Ehrenpräsidenten ernannt.
Für seine langjährigen Verdienste um die deutsche Selbstverwaltung ehrte ihn Bundespräsident Theodor Heuss im Dezember 1951 durch die Verleihung des Großen Verdienstkreuzes.
Daneben war er Mitglied zahlreicher kommunaler Gremien und Verbände, darunter Vorsitzender des Vorstandes des Rheinischen Landestheaters und Mitherausgeber der Zeitung Der Städtetag.
Breuer wohnte seit 1920 bis zu seinem Tod im heute denkmalgeschützten Bürgermeisterhaus in Werden. Im Alter von 78 Jahren starb er während eines Erholungsaufenthaltes in der Eifel. Sein Grab befindet sich auf dem Städtischen Friedhof Werden II in Essen.

## Ehrungen
- Ehrenbürger der Stadt Monschau
- Herbst 1951: Ehrenpräsident des Deutschen Städtebundes
- Dezember 1951: Großes Verdienstkreuz des Verdienstordens der Bundesrepublik Deutschland
- 29. November 1967: Benennung der Joseph-Breuer-Straße in Werden[2]